# Sceaux-du-Gâtinais
 Sceaux-du-Gâtinais  es una población y comuna francesa, situada en la región de Centro, departamento de Loiret, en el distrito de Montargis y cantón de Ferrières-en-Gâtinais.

## Demografía
| 687 | 609 | 505 | 471 | 447 | 488 |
| Para los censos de 1962 a 1999 la población legal corresponde a la población sin duplicidades (Fuente: INSEE [Consultar]) |     |     |     |     |     |